# Castell d'Oroners
El castell d'Oroners i el vilatge són situats en una balma, a l'extrem oriental de la serra de Montclús al vessant abrupte, orientat cap al sud-est, que baixa fins a la Noguera Pallaresa. Una situació altament estratègica que feu que esdevingués una de les primeres fortaleses bastides a aixopluc d'un roquerar que permet parlar d'un castell i també d'un hàbitat balma.

## Història
No hi ha documentació, però de ben segur que fou conquerit per Arnau Mir de Tost. Entre el 1034 i 1036 Ermengol II d'Urgell i Arnau Mir de Tost conqueriren Àger i Santa Linya, que inclouria el domini de Cas, Montclús i Oroners. El castell es documenta l'any 1042, en una carta d'enfranquiment concedida per Arnau Mir de Tost i la seva muller Arsenda als esposos Exabel i Garoca. Els enfranqueixen totes les possessions i alous que tenien als castells d'Àger, Claramunt i «Aroneners». L'any 1057 en dotació a l'abadia d'Àger, atorgada per Arnau Mir de Tost i Arsenda hi consta la donació de la meitat de les dècimes que tenien «in castro de Aronnonariis», confirmada el 1060. I el 1066, aquest patrimoni s'incorporarà a la mensa abacial d'Àger.
El segle xii el castell pertanyia als vescomtat d'Àger. El 1129, Guerau Ponç II de Cabrera, vescomte d'Àger, cedí el castell a l'abat d'Àger, castell que es torna a esmentar en el testament del susdit vescomte l'any 1131. L'any 1199, una tal Gina atorgà en testament a la seva neboda Estefania el castell d'«Horundinarii». Segons el fogatjament confegit al segle xiv, pertangué a Berenguer de Josa, donzell, que fou castlà menor del castell d'Àger; Oroners tenia sis focs. Al segle xv, vilatge i castell passaren a dependre de la jurisdicció temporal dels arquebisbes de Tarragona per donació d'Alfons el Magnànim. L'any 1831 consta que era propietat de la família Sobies de Boatella.
A l'interior d'una llarga balma (uns 150 m), s'hi troben els mateixos tres elements (castell, església i poble) que descobrim en molts altres llocs de poblament d'aquestes contrades, a vegades repartits al llarg d'una carena, d'altres al cim i al vessant d'una muntanya.

## Arquitectura
La forma del castell s'adapta a la balma. Adossat a la roca i repartit en 4 cambres que configuren una planta allargassada i bàsicament rectangular. La paret oest és, però, corba. Sembla que la cambra més oriental fou inicialment un recinte exterior a la fortificació i bastida més tard que la resta. Les altres tres dependències tenien un pis superior, almenys des del segle xiii, tal com mostren la presència d'encaixos de biga. L'amplada del conjunt és d'uns 8 m i la longitud oscil·la entre els 8 i els 4 m. Les dues estances orientals foren dividides tardanament en dues parts per un mur transversal d'un gruix de 60 cm. Les restants parets tenen un gruix de 80 cm. Són fetes amb carreus rectangulars, de mida petita, poc treballats però ben arrenglerats. Poden observar-se diverses espitlleres a les parets de les estances.
El castell va patir diverses modificacions i reformes al llarg de l'edat mitjana. On això es fa més palès és en la cambra central que conserva l'arrebossat on hi ha uns grafits de temàtica bèl·lica i cavalleresca, que poden datar-se a inicis del segle xiii. Destaca un fris de cavalls en esbós, amb diversos cavallers amb gualdrapes i escuts. Hi ha també entre els grafits peons armats, figures dansant i elements florals i geomètrics. El conjunt dels grafits es va realitzar sobre una capa irregular de guix que cobria la roca natural a la primera planta del castell. (Una reproducció dels grafits es pot contemplar al Museu Comarcal de la Noguera).
En el sector oriental encara s'hi veuen murs de tàpia amb fragments de ceràmica incorporada que es poden datar als segles XII o XIII. Una porta tapiada, d'uns 215 cm d'alçada, indica que les dues estances orientals es comunicaven. Segurament devia ser la porta d'entrada que permetia passar a la planta principal. Hi havia al damunt un arc de mig punt adovellat, ara desaparegut.

### Vilatge d'Oroners
A un nivell inferior del castell, en direcció a l'església, es conserven les restes de diverses construccions, adossades a la balma, que semblen cases. El poble, que durant l'alta edat mitjana se situava a redós del castell i l'església, es traslladà, en una data incerta entre els segles xii i xiii, cap a la vora del riu. Entre el castell i l'església es conserven cinc cases una al costat de l'altra i obertes cap al sud. Un estret corredor ran del marge exterior de la balma permetia la comunicació de les cases entre si i amb el castell i l'església. A uns 11 m de l'església hi ha una primera cambra amb una amplada d'uns 6 m. Més enllà una altra de 5 m d'ample. La següent fa uns 12 m de llarg per uns 5 m d'ample i un gruix de murs de 60 cm. Abans d'arribar al castell encara hi ha dos habitatges d'uns 12 m de llargada. Aquestes construccions han estat aprofitades secularment per tancar-hi bestiar i caldria una excavació arqueològica per saber-ne l'evolució.
Les filades inferiors que determinen la planta es datarien al segle xi. Sofrí molts afegits posteriors, fets al segle xii o al XIII.